# Unidades de medida de transporte
Las unidades de medida de transporte describen la unidad de medida utilizada para medir la cantidad y el tráfico de transporte utilizados en las estadísticas de transporte, la planificación y sus campos relacionados. 

## Cantidad de transporte
Las unidades actualmente populares son: 

### Duración del viaje
- El kilómetro (km) es una unidad métrica, utilizada fuera de EE. UU., para medir la longitud de un viaje.
- La milla (mi) internacional se utiliza en los EE. UU.; 1 mi = 1.609344 km
- La Milla náutica: rara vez se utiliza para derivar unidades de cantidad de transporte.

### Flujo de tráfico
- vehículo-kilómetro (vkm) como medida del flujo de tráfico, determinado multiplicando el número de vehículos en una determinada red de carreteras o tráfico por la duración media de sus viajes, medida en kilómetros.[1]
- vehículo-milla (VMT, igual que el anterior, pero mide el viaje expresado en millas)

## Pasajeros

### Cantidad de carga útil
- pasajero o persona (p)

### Distancia pasajero
La distancia del pasajero es la distancia (km o millas) recorrida por los pasajeros en vehículos de tránsito; se determina multiplicando el número de viajes de pasajeros por la duración promedio de sus viajes. 
- pasajero-kilómetro o pkm internacionalmente;
- pasajero-milla (o pmi) se usa a veces en los Estados Unidos; 1 pmi = 1,609344 pkm

### Pasajeros por hora de bus
Un sistema puede transportar una gran cantidad de pasajeros por distancia (km o milla) pero una cantidad relativamente baja de pasajeros por hora de autobús si los vehículos operan en áreas congestionadas y, por lo tanto, viajan a menor velocidad. 

### Pasajeros por distancia de bus
Un sistema de tránsito que atiende a una comunidad con una población muy dispersa debe operar rutas tortuosas que tienden a transportar menos pasajeros por distancia (km o milla). Un número más alto es más favorable. 

## Carga a granel
Una unidad simple de carga es el kilogramo-kilómetro (kgkm), el servicio de mover un kilogramo de carga útil por una distancia de un kilómetro. 

### Cantidad de carga útil
- kilogramo (kg), la unidad de masa estándar del SI .
- tonelada (t), una unidad métrica no perteneciente al SI pero aceptada, definida como 1000 kg.
- "tonelada corta" se utiliza en los Estados Unidos; 1 tonelada corta = 2000 libras = 0,907 toneladas.

1 t = (1 / 0.907) toneladas cortas = 1102 toneladas cortas.

### Distancia de carga útil
- kilogramo-kilómetro o kgkm, mover 1 kg de carga a una distancia de 1 km;
- tonelada-kilómetro o tkm ; 1 tkm = 1000 kgkm;
- tonelada-milla en los EE. UU.: 1 tonelada-milla * (0.907185 t / tonelada corta) * (1.609344 km / milla) = 1460 tkm[2]
- kilómetro-tonelada (unidad: kmt) - el transporte de una tonelada en un kilómetro[3][4]

### Uso
Las unidades métricas (pkm y tkm) se utilizan internacionalmente. (En la aviación, donde las unidades habituales de los Estados Unidos todavía se usan ampliamente, la Asociación de Transporte Aéreo Internacional (IATA) publica sus estadísticas en unidades métricas. )     

### Ejemplo
Un camión articulado que viaja de Los Ángeles a Chicago (distancia aproximada de 2015 millas) que transporta 14 toneladas cortas de carga ofrece un servicio de 14 * 2.015 = 28 210 toneladas-millas de carga (equivalente a aproximadamente 41 187 tkm). 

### Contenedores intermodales
El tráfico intermodal de contenedores se mide comúnmente en unidades equivalentes a veinte pies (TEU), en lugar del peso de la carga, por ejemplo, un TEU-km sería el equivalente a un contenedor de veinte pies transportado por un kilómetro.

## Densidad de transporte
La densidad de transporte se puede definir como la carga útil por período, por ejemplo, pasajero/día o tonelada/día. Esto se puede utilizar como la medida de la intensidad del transporte en una sección o punto particular de la infraestructura de transporte, por ejemplo, una carretera o un ferrocarril. Esto se puede utilizar para calcular los costos de funcionamiento de una infraestructura. 

## Muertes por MRV
Las muertes por MRV -millas recorridas por vehículos- (o en inglés VMT, vehicle miles traveled) es una unidad para evaluar las muertes por accidentes de tránsito. Esta métrica se calcula dividiendo las muertes por las MRV estimadas. 
Por lo general, el riesgo de transporte se calcula por referencia a la distancia recorrida por las personas, mientras que para el riesgo de tráfico por carretera, solo se tiene en cuenta la distancia recorrida por el vehículo.
En los Estados Unidos, esta unidad se usa en las publicaciones federales anuales, mientras que su uso es más esporádico en otros países. Por ejemplo, para comparar diferentes tipos de carreteras en algunas publicaciones.
En los Estados Unidos, se calcula por 100 millones de millas recorridas, mientras que a nivel internacional se calcula en 100 millones o mil millones de kilómetros recorridos. 
Según el Departamento de Seguridad Pública de Minnesota, la Oficina de Seguridad Vial "El volumen de tráfico, o millas recorridas por vehículos (MRV), es un predictor de accidentes de tránsito. Si todo lo demás se mantiene igual, a medida que MRV incrementa, así lo hacen los accidentes de tránsito. Sin embargo, esta relación puede no ser simple, luego de algún punto, incrementar la congestión lleva a velocidades reducidas y nivela la proporción de accidentes que ocurren a diferentes niveles de severidad"

## Eficiencia energética
La eficiencia energética en el transporte se puede medir en L / 100 km o millas por galón (mpg). Esto se puede normalizar por vehículo, como en economía de combustible en automóviles, o por asiento, como por ejemplo en economía de combustible en aviones . 